# Paul Durin
Paul Joseph Durin (3. januar 1890 – 24. maj 1953) var en fransk gymnast som deltog i OL 1908 i London og 1920 i Antwerpen. 
Durin vandt en bronzemedalje i gymnastik under OL 1920 i Antwerpen. Han var med på det franske hold som kom på en tredjeplads i holdkonkurrencen i multikamp.